# Нова Гута (Вілейський район)
Нова Гута  (біл. вёска  Новая Гута) — село в складі Вілейського району Мінської області, Білорусь. Село підпорядковане Хотеньчицькій сільській раді, розташоване в північній частині області.

## Історія
У 1921–1945 роках застінок знаходилось у Польщі, у Вільнюськім воєводстві, Вілейського повіту, у гміні Ілля.

## Населення
- 1921 рік — 212 людини, 35 будинків[1].
- 1931 рік — 242 людини, 45 будинків[2].